# Ricardo Cruz Verde
Ricardo Cruz Verde es un futbolista mexicano retirado que jugaba en la posición de delantero. Jugó para el Club Deportivo Guadalajara, Club Santos Laguna, Pachuca Club de Fútbol, Deportivo Tepatitlán y Querétaro Fútbol Club.
En 1985 fue elegido para representar a Jalisco en el Nacional de Fútbol organizado en Querétaro.
Debutó con el primer equipo del Guadalajara el día domingo 15 de febrero de 1987, entrando de cambio al minuto 81 en un partido contra el Club Necaxa, el cual fue ganado por el Guadalajara por marcador de 3 goles a 0.
En 1989 jugó a préstamo con el Club Santos Laguna, en 1990 jugó con el Club Irapuato, y en 1991 buscó colocarse de nuevo en el Guadalajara después de que los freseros fueron descendidos a Segunda División por desvío de fondos y deudas en salarios, sin embargo fue puesto transferible una vez más y terminó jugando con el Pachuca.
Después de Pachuca tuvo un paso por el Deportivo Tepatitlán y el Querétaro Fútbol Club.